# Cacostola fusca
Cacostola fusca là một loài bọ cánh cứng trong họ Cerambycidae.